# Compsodes schwarzi
Compsodes schwarzi är en kackerlacksart som först beskrevs av Andrew Nelson Caudell 1903.  Compsodes schwarzi ingår i släktet Compsodes och familjen Polyphagidae. Inga underarter finns listade i Catalogue of Life.